# Bustul lui Vasile Pârvan din Constanța
Bustul lui Vasile Pârvan este un monument istoric situat în municipiul Constanța. Figurează pe noua listă a monumentelor istorice sub codul LMI: CT-III-m-B-02926.

## Imagini

## Istoric și trăsături
Bustul lui Vasile Pârvan este situat pe Bulevardul Ferdinand, în parcul arheologic „Poarta Măcelarilor". Autor este sculptorul Ion Irimescu în anul 1957.